# Clive M. McCay
Clive M. McCay (ur. 21 marca 1898, zm. 8 czerwca 1967 w Englewood) – amerykański biochemik.

## Życiorys
Clive M. McCay urodził się 21 marca 1898 roku. Wiosną 1920 roku ukończył studia licencjackie w zakresie chemii i fizyki na University of Illinois, a trzy lata później studia magisterskie z biochemii na Iowa State College. W 1925 roku obronił doktorat w tej samej dziedzinie na Uniwersytecie Kalifornijskim w Berkeley, a w 1927 roku został profesorem-asystentem nauk o żywieniu zwierząt na Cornell University. Tuż przed przyjęciem posady na uniwersytecie ożenił się z dietetyczką Jeanette Beyer (1902−1999).
W pierwszych latach swojej pracy naukowej badał wpływ zmniejszenia podaży kalorii w diecie na długość życia. W badaniach tych udowodnił u różnych gatunków fakt wydłużenia się życia osobników z niskokaloryczną dietą. W 1936 roku McCay został profesorem żywienia na Cornell University i pozostał na tym stanowisku do emerytury.
W pierwszych latach II wojny światowej zajmował się badaniami nad soją. W tym czasie przedsiębiorstwa spożywcze zaczęły produkować mąkę z domieszką sojową, a gubernator stanu powołał New York State Emergency Food Commission i zaangażował się w kampanię promującą wyroby sojowe. W lipcu 1943 roku McCay przeniósł się do Bethesda, gdzie na zlecenie United States Navy prowadził badania nad żywieniem. Po zakończeniu wojny popularność soi i jej zużycie spadło.
W 1947 roku McCay znalazł się na życzenie gubernatora wśród członków zespołu, który miał opracować nową dietę dla pacjentów szpitali psychiatrycznych. Opracowana mąka z domieszkami soi i sproszkowanego mleka była badana na szczurach, które rozwijały się na niej lepiej niż na diecie opartej na tradycyjnej mące. W 1950 roku w nowojorskich szkołach zaczęto wydawać dzieciom pieczywo z mąki z domieszką soi.
W latach 50. rozpoczął badania nad krwią jako źródłem młodości. W ramach badań podawał krew młodych szczurów osobnikom starym poprzez trwające kilka tygodni zszycie obu szczurów. W tym czasie naczynia krwionośne rozrastały się i tworzyły połączenia między układami krążenia obu osobników. McCay we wnioskach swojej pracy twierdził, że tkanka chrzęstna szczurów poddanych zabiegowi wyglądała na odmłodzoną, jednak nie umiał wyjaśnić przyczyn tego zjawiska. Na początku XXI wieku Thomas A. Rando ze Stanford University powtórzył z sukcesem te badania.
W październiku 1959 roku McCay przeszedł wylew, po którym poddawany był blisko 2-letniej rehabilitacji, jednak w październiku 1961 roku doznał drugiego, poważniejszego wylewu. W związku ze stanem zdrowia w 1962 roku przeszedł na emeryturę i przeprowadził się na Florydę.
Był prezydentem American Institute of Nutrition i American Gerontology Society, a także redaktorem Archives Biochemistry.
Zmarł 8 czerwca 1967 roku w Englewood. W 1994 roku żona wydała jego biografię.